# Voivodato de Gniezno
El voivodato de Gniezno (polaco: Województwo Gnieźnieńskie, latín: Palatinatus Gnesnensis) fue una división administrativa y gobierno local en Polonia durante un corto tiempo desde 1768, cuando se separó del voivodato de Kalisz, hasta la segunda partición de Polonia en 1793. Era parte de la prowincja de la Gran Polonia.
La capital del voivodato era Gniezno. El área era de aproximadamente 7660 km².
Asiento del gobernador general de la Gran Polonia (Starosta Generalny):
- Poznan

Asiento del gobernador del voivodato (wojewoda):
- Gniezno

Consejo general (Sejmik Generalny ) para la sede de la Gran Polonia:
- Koło

División administrativa:
- Condado de Gniezno (Powiat Gnieźnieński), Gniezno
- Condado de Kcynia (Powiat Kcyński), Kcynia
- Condado de Naklo (Powiat Nakielski), Nakło

Voivodatos vecinos:
- Voivodato de Pomerania
- Voivodato de Inowrocław
- Voivodato de Brześć Kujawski
- Voivodato de Kalisz
- Voivodato de Poznan